# Chelsea Football Club 2004-2005
Questa pagina contiene rosa e risultati del Chelsea Football Club nelle competizioni ufficiali della stagione 2004-2005.

## Maglie e sponsor
Lo sponsor tecnico per la stagione 2004-2005 è Umbro, mentre lo sponsor ufficiale è Emirates Airlines, recante il logo "Fly Emirates".
| Casa | Trasferta | Terza divisa |

## Rosa
| N. |                                | Ruolo | Calciatore                    |
| -- | ------------------------------ | ----- | ----------------------------- |
| 1  | Rep. Ceca (bandiera)           | P     | Petr Čech                     |
| 2  | Inghilterra (bandiera)         | D     | Glen Johnson                  |
| 3  | Nigeria (bandiera)             | D     | Celestine Babayaro            |
| 4  | Francia (bandiera)             | C     | Claude Makélélé               |
| 5  | Russia (bandiera)              | C     | Alexey Smertin                |
| 6  | Portogallo (bandiera)          | D     | Ricardo Carvalho              |
| 7  | Romania (bandiera)             | A     | Adrian Mutu                   |
| 8  | Inghilterra (bandiera)         | C     | Frank Lampard (vice-capitano) |
| 9  | Serbia e Montenegro (bandiera) | A     | Mateja Kežman                 |
| 10 | Inghilterra (bandiera)         | C     | Joe Cole                      |
| 11 | Irlanda (bandiera)             | C     | Damien Duff                   |
| 13 | Francia (bandiera)             | D     | William Gallas                |
| 14 | Camerun (bandiera)             | C     | Geremi                        |
| 15 | Costa d'Avorio (bandiera)      | A     | Didier Drogba                 |
| 16 | Paesi Bassi (bandiera)         | C     | Arjen Robben                  |

| N. |                        | Ruolo | Calciatore            |
| -- | ---------------------- | ----- | --------------------- |
| 18 | Inghilterra (bandiera) | D     | Wayne Bridge          |
| 19 | Inghilterra (bandiera) | C     | Scott Parker          |
| 20 | Portogallo (bandiera)  | D     | Paulo Ferreira        |
| 22 | Islanda (bandiera)     | A     | Eiður Guðjohnsen      |
| 23 | Italia (bandiera)      | P     | Carlo Cudicini        |
| 24 | Finlandia (bandiera)   | A     | Mikael Forssell       |
| 26 | Inghilterra (bandiera) | D     | John Terry (capitano) |
| 27 | Rep. Ceca (bandiera)   | C     | Jiří Jarošík          |
| 29 | Germania (bandiera)    | D     | Robert Huth           |
| 30 | Portogallo (bandiera)  | C     | Tiago Mendes          |
| 31 | Portogallo (bandiera)  | C     | Filipe Oliveira       |
| 32 | Scozia (bandiera)      | D     | Steven Watt           |
| 33 | Portogallo (bandiera)  | D     | Nuno Morais           |
| 40 | Inghilterra (bandiera) | P     | Lenny Pidgeley        |
| 42 | Inghilterra (bandiera) | C     | Anthony Grant         |